# Hoplias
Genre
Hoplias est un genre de poissons téléostéens de la famille des Erythrinidae et de l'ordre des Characiformes. Le genre Hoplias regroupe plusieurs espèces de poissons américains.

## Liste des espèces
Selon FishBase (22 juin 2015):
- Hoplias aimara (Valenciennes, 1847)
- Hoplias australis Oyakawa & Mattox, 2009
- Hoplias brasiliensis (Spix & Agassiz, 1829)
- Hoplias curupira Oyakawa & Mattox, 2009
- Hoplias lacerdae Miranda Ribeiro, 1908
- Hoplias macrophthalmus (Pellegrin, 1907)
- Hoplias malabaricus (Bloch, 1794)
- Hoplias microcephalus (Agassiz, 1829)
- Hoplias microlepis (Günther, 1864)
- Hoplias patana (Valenciennes, 1847)
- Hoplias teres (Valenciennes, 1847)